# Hope Media Europe
Hope Media Europe e. V. (ehemals Stimme der Hoffnung e. V.) ist ein christliches Medienzentrum der Freikirche der Siebenten-Tags-Adventisten in Alsbach-Hähnlein, südlich von Darmstadt.
Hope Media Europe ist Betreiber des Fernsehsenders Hope TV. Die Vorgängerorganisation Stimme der Hoffnung unterhielt seit 1948 einen der ersten christlichen Privatradiosender in Deutschland und das älteste deutsche Institut für kostenlosen Bibelfernunterricht.

## Geschichte

### Gründung
Die Stimme der Hoffnung geht auf die Voice of Prophecy zurück, welches 1929 als adventistische Rundfunkmission gegründet wurde. Voice of Prophecy hatte Sendezeit bei Radio Luxemburg gekauft, sodass 1948 nach der Idee von dessen Gründer H.M.S. Richards und dem deutschen Teammitglied Henrique G. Stoehr ein deutscher Zweig gegründet wurde. Erster Leiter in Berlin-Zehlendorf wurde Max Busch, die Radiosendungen wurden in Paris produziert. Von 1948 bis 1985 wurde das Radioprogramm von Stimme der Hoffnung von Radio Luxemburg ausgestrahlt. Aufgrund der Hörerresonanzen wurde auch eine Bibelkorrespondenzschule (BKS) mit kostenlosen Bibelfernkursen gegründet, die Vorläuferin des Internationalen Bibelstudien-Instituts, heute Hope Kurse.

### Blindenhörbücherei in DDR & BRD
1956 wurde die Friedensauer Bild- und Tonstelle gegründet, um den Empfang in der DDR und osteuropäischen Ländern sicher zustellen. 1959 zog die Stimme der Hoffnung nach Darmstadt um, fortan wurden die Sendungen im eigenen Studio produziert. 1964 wurde die adventistische Blindenhörbücherei in der BRD begründet. 1965 wurden in der DDR die Friedensauer Bibellehrbriefe sowie eine Blindenhörbücherei begründet. Ab 1992 wurden die ursprünglichen Einrichtungen in der DDR in die Stimme der Hoffnung eingegliedert. Dazu gehörten 1992 das Bibelstudien-Institut und 1994 das Blindenhörbücherei und Bildstelle Friedensau.

### Radiosender
Ab 1971 kamen weitere verschiedene europäische Kurzwellensender hinzu: Von 1971 bis 1992 wurde über Radio Trans Europa (Portugal) gesendet, 1975–78 über Radio Mediterran Malta, 1979–1981 über Radio Andorra, seit 1985 über Adventist World Radio (Forlí, Italien), 1992–1996 über Radio Moskau, 1994–1998 über Radio Slowakei International und zuletzt bis 2007 über Radio Österreich International.
Seit der Öffnung der deutschen Medienlandschaft für Privatfunk 1983 wurden Sendungen über zahlreiche lokale Privatsender durchgeführt. Teilweise trat Stimme der Hoffnung dabei auch als eigener Lizenznehmer für Lokalfunk auf.
2007 begann das 24h Programm Hope Channel Radio, das neben dem Internet nun auch über den Satelliten Eutelsat Hotbird 6 ausgestrahlt wird. Später konnte das HOPE Channel Radio- und Fernsehprogramm regional auch über Kabel empfangen werden (z. B. EWE TEL GmbH, wilhelm.tel, S+K Servicekabel AG etc.)

### Videoproduktion und Internet
1994 entstanden die ersten Videoproduktionen, 1997 trat man erstmals als Internetanbieter auf, 1998 begann die Ausstrahlung von Radio- und Fernsehsendungen über Satellit. Im Jahr 2003 wurden zum ökumenischen Jahr der Bibel erstmals Livesendungen durchgeführt.
Vor der Gründung des eigenen Fernsehsenders hatte die Stimme der Hoffnung Sendungen dem mehrsprachigen HOPE Channel Europe sowie rheinmaintv und Kabel BW zugeliefert.

### Medienzentrum für bundesweites Radio und Fernsehen
Ende 2006 wurde das neugebaute Medienzentrum in Betrieb genommen, welches 2008 von der Hessischen Landesanstalt für privaten Rundfunk und neue Medien (LPR) die Zulassung zur bundesweiten Übertragung ihres 24h Hörfunkprogramms per Satellit und Internet erhielt. Im Januar 2009 erteilte die Kommission zur Ermittlung der Konzentration im Medienbereich (KEK) dem Medienzentrum die Zulassung für einen eigenen neuen Fernsehsender Hope Channel, heute HopeTV, zur digitalen Verbreitung über den Satelliten ASTRA und im Internet erteilt. Seit dem 1. September 2015 wird das Fernsehprogramm von Hope TV in HD-Qualität ausgestrahlt.
2014 wurde ein Generationswechsel bei der Stimme der Hoffnung eingeleitet. Klaus Popa löste den bisherigen Geschäftsführer Matthias Müller ab, und Sven Fockner übernahm die Leitung des Internationalen Bibelstudien-Instituts, heute Hope Kurse. 2019 nannte sich der Verein in Hope Media Europe e.V. um.

## Produktionen
Das Medienzentrum betreibt:
- Hope TV (ehemals Hope Channel) – deutschsprachiger 24h Fernsehsender, empfangbar via Satellit (Astra 1KR)[16] und Internet, im Großraum Wien über DVB-T sowie als App
- Hope Podcast (ehemals Hope Channel Radio) – deutschsprachiger 24h Radiosender, empfangbar via Satellit ASTRA und Internet, in einigen regionalen Kabelnetzen, als App sowie über radio.de
- Hope Hörbücher (ehemals Blindenhörbücherei) – betreut Blinde und Sehbehinderte vorwiegend in Deutschland, Österreich und der Schweiz. Christliche Zeitschriften und Buchtitel werden als Hörbücher auf Audio-, MP3- und DAISY-Format oder Kassette gesprochen und kostenlos an Abonnenten ausgeliehen.[17]
- Hope Kurse (ehemals Hope Bibelstudien-Institut) – kostenlose Bibelfernkursen für verschiedene Altersgruppen. Jährlich studieren über 6.000 Teilnehmer einen von insgesamt 11 kostenlosen Glaubenskursen.